# Xã Hopkins, Michigan
Xã Hopkins (tiếng Anh: Hopkins Township) là một xã thuộc quận Allegan, tiểu bang Michigan, Hoa Kỳ. Năm 2010, dân số của xã này là 2.601 người.